# Ischnopteris viriosa
Ischnopteris viriosa là một loài bướm đêm trong họ Geometridae.